# Naturéum
 (juillet 2023).
La mise en forme du texte ne suit pas les recommandations de Wikipédia : il faut le « wikifier ».
Les points d'amélioration suivants sont les cas les plus fréquents. Le détail des points à revoir est peut-être précisé sur la page de discussion.
- Les titres sont pré-formatés par le logiciel. Ils ne sont ni en capitales, ni en gras.
- Le texte ne doit pas être écrit en capitales (les noms de famille non plus), ni en gras, ni en italique, ni en « petit »…
- Le gras n'est utilisé que pour surligner le titre de l'article dans l'introduction, une seule fois.
- L'italique est rarement utilisé : mots en langue étrangère, titres d'œuvres, noms de bateaux, etc.
- Les citations ne sont pas en italique mais en corps de texte normal. Elles sont entourées par des guillemets français : « et ».
- Les listes à puces sont à éviter, des paragraphes rédigés étant largement préférés. Les tableaux sont à réserver à la présentation de données structurées (résultats, etc.).
- Les appels de note de bas de page (petits chiffres en exposant, introduits par l'outil «  Source ») sont à placer entre la fin de phrase et le point final[comme ça].
- Les liens internes (vers d'autres articles de Wikipédia) sont à choisir avec parcimonie. Créez des liens vers des articles approfondissant le sujet. Les termes génériques sans rapport avec le sujet sont à éviter, ainsi que les répétitions de liens vers un même terme.
- Les liens externes sont à placer uniquement dans une section « Liens externes », à la fin de l'article. Ces liens sont à choisir avec parcimonie suivant les règles définies. Si un lien sert de source à l'article, son insertion dans le texte est à faire par les notes de bas de page.
- La présentation des références doit suivre les conventions bibliographiques. Il est recommandé d'utiliser les modèles {{Ouvrage}}, {{Chapitre}}, {{Article}}, {{Lien web}} et/ou {{Bibliographie}}. Le mode d'édition visuel peut mettre en forme automatiquement les références.
- Insérer une infobox (cadre d'informations à droite) n'est pas obligatoire pour parachever la mise en page.

Pour une aide détaillée, merci de consulter Aide:Wikification.
Si vous pensez que ces points ont été résolus, vous pouvez retirer ce bandeau et améliorer la mise en forme d'un autre article.
 (juin 2023).
Le Naturéum - Muséum cantonal des sciences naturelles de l’État de Vaud est un musée suisse situé à Lausanne et consacré aux sciences naturelles.

## Histoire
Créé en 1818, le tout premier Musée cantonal réunissait les pièces patrimoniales vaudoises. Tout d'abord situé à l'Ancienne Académie, il déménage au Palais de Rumine en 1909. Il est divisé en musées distincts au cours des 19e et 20e siècle (musées cantonaux d'archéologie et histoire, monétaire, des beaux-arts, de botanique, de géologie, de zoologie).
En 2021, le Canton de Vaud décide de fusionner les musées cantonaux de sciences naturelles. Créé le 1er janvier 2023, le Muséum cantonal des sciences naturelles ou Naturéum  est le résultat de la réunion des anciens musées cantonaux de botanique, géologie et zoologie. Son premier directeur est Nadir Alvarez, nommé en 2022.

## Multisites

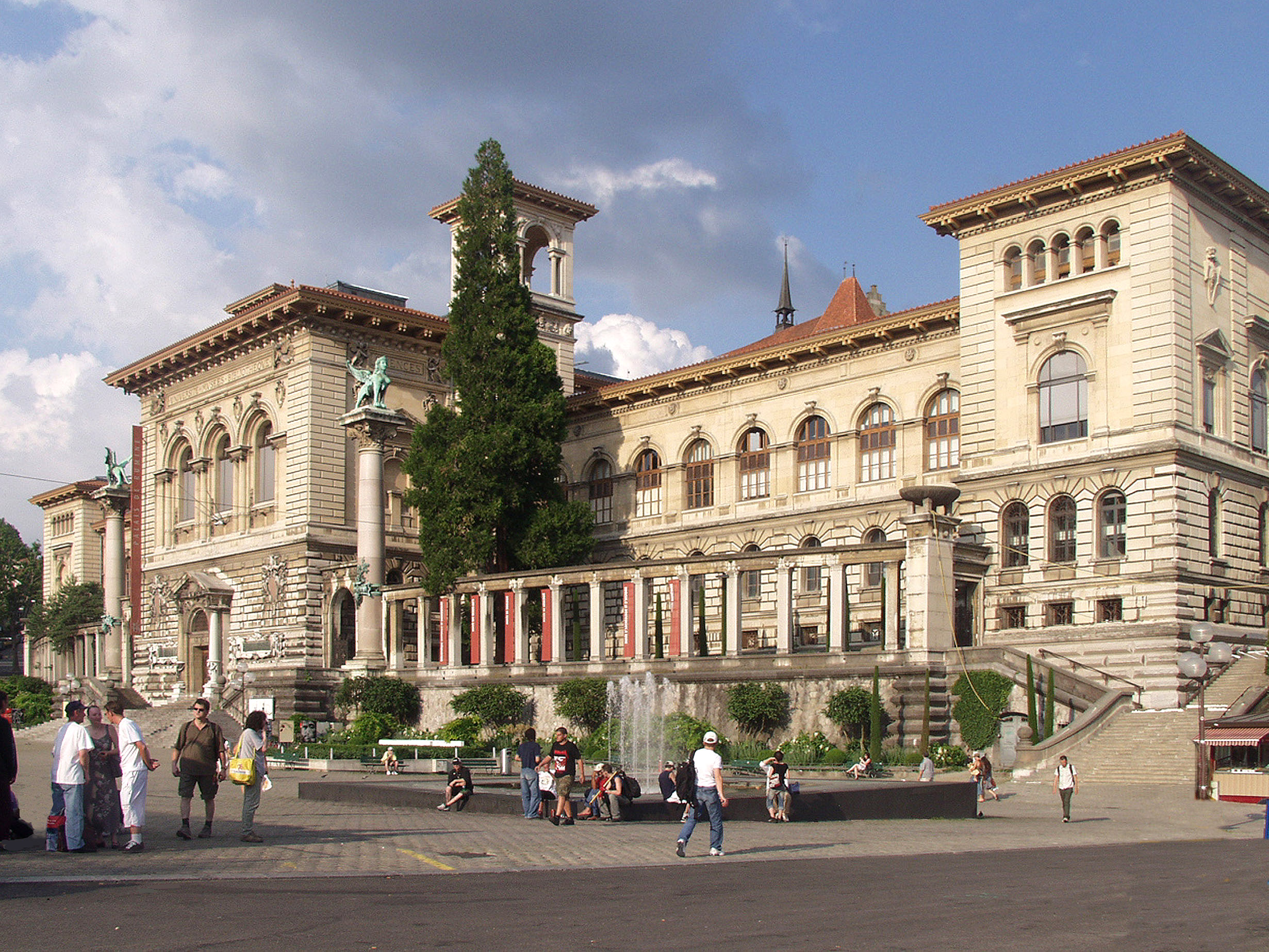
Le Palais de Rumine abrite les départements de géologie et de zoologie.

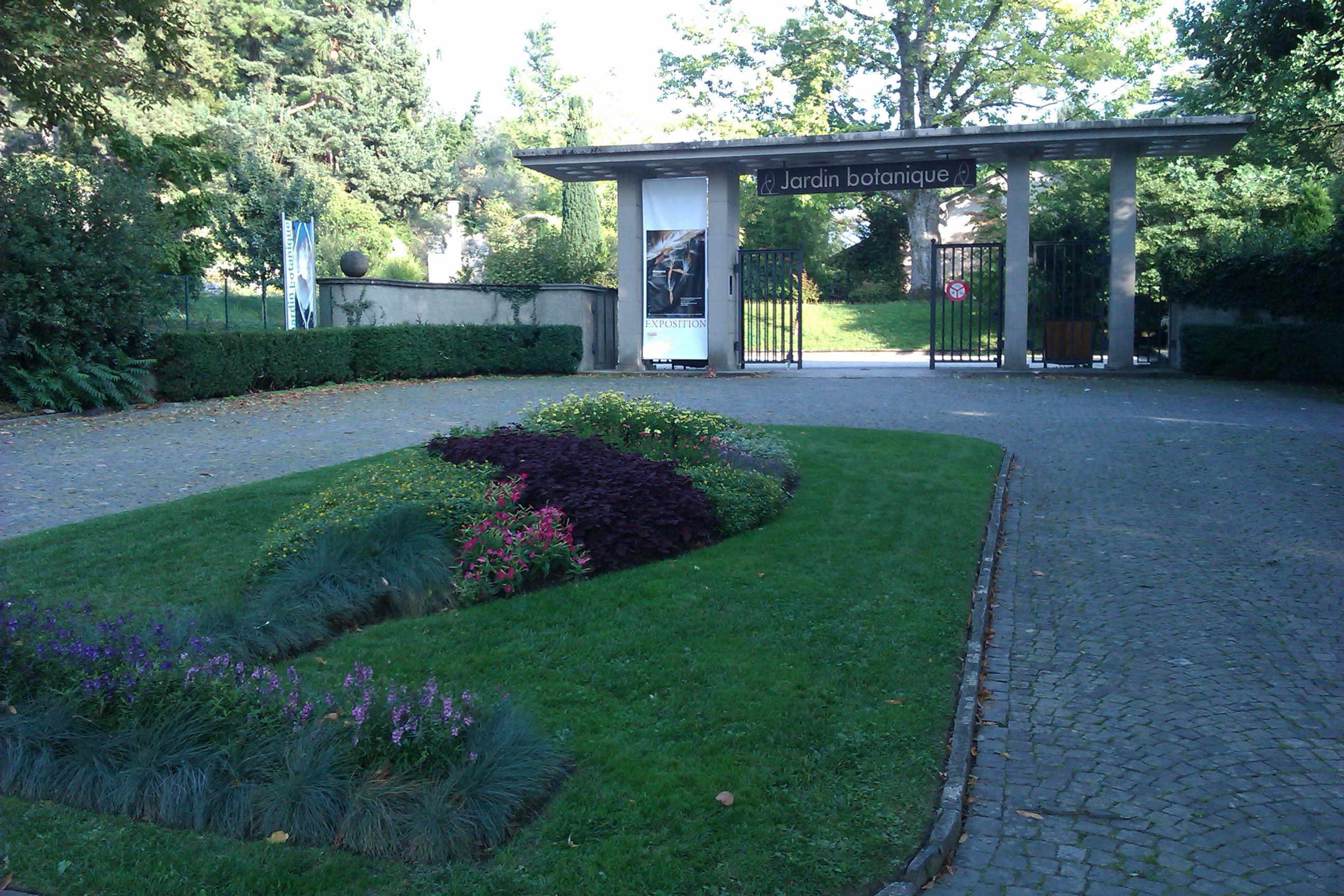
Entrée du jardin botanique de Lausanne-Montriond

Le Naturéum est multisite : les départements de zoologie et de géologie sont au Palais de Rumine, à Lausanne. Le jardin principal et les collections de botanique sont à Montriond, à Lausanne. Le Naturéum comprend également le Jardin alpin La Thomasia à Pont-de-Nant, dans la commune de Bex.

## Collections
Le Naturéum abrite près de 7 millions de spécimens biologiques ou géologiques en 2023[réf. souhaitée], dont quelques objets ou collections particuliers:

### En botanique[4]
Une collection de plantes vivantes - plus de 5000 en 2023 - est conservée dans les jardins botaniques à Lausanne et à Pont-de-Nant.

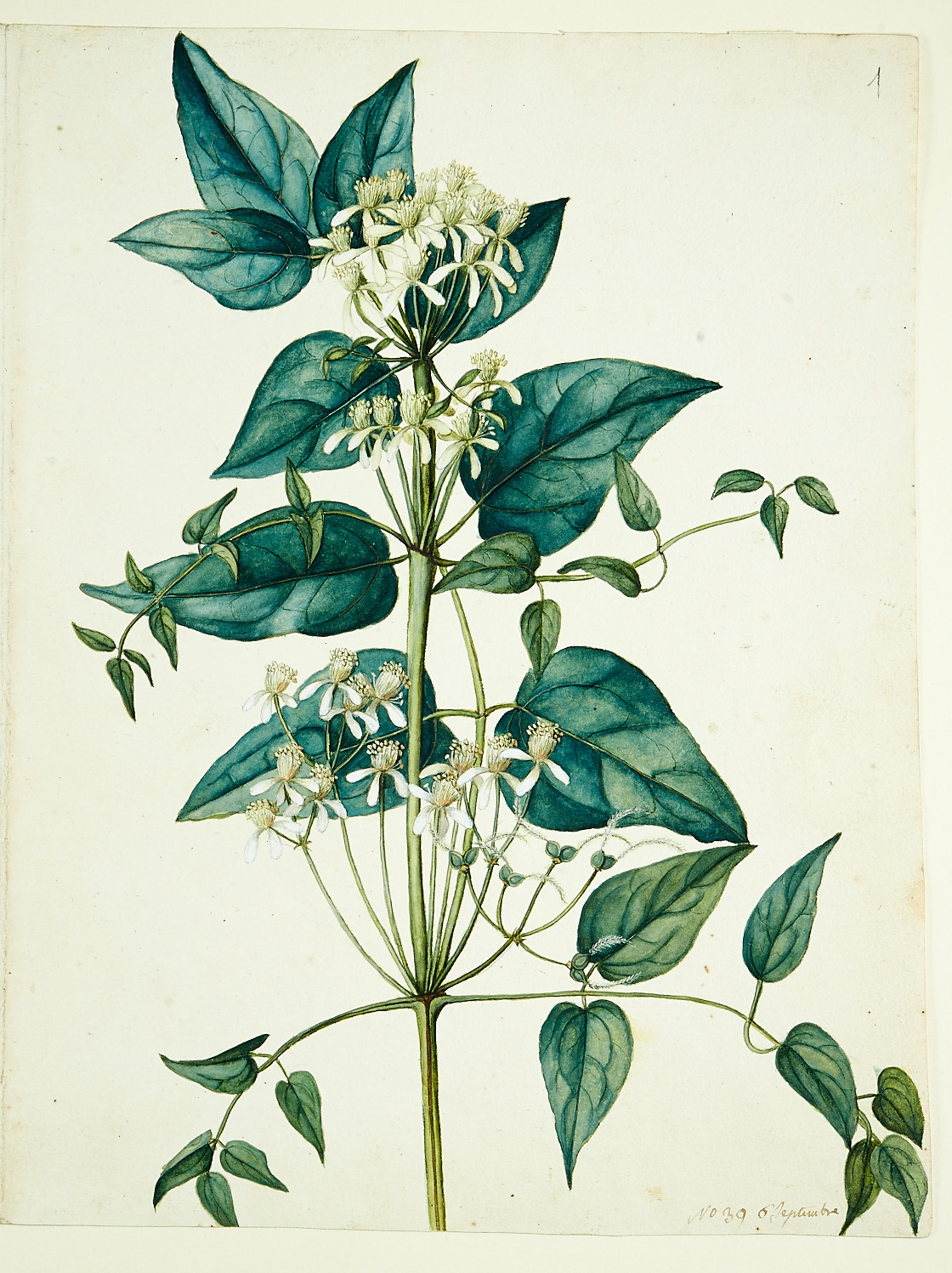
Page de l'herbier de Rosalie de Constant.

Un herbier contenant plus d'un million de spécimens de plantes vasculaires et de cryptogames, qui regroupe les collectes de nombreux botanistes, de la fin du 18e siècle à nos jours. Cet herbier est séparé en trois grands secteurs : L'herbier vaudois et l'herbier suisse, qui regroupent plusieurs centaines de milliers d'échantillons provenant du canton de Vaud et de la Suisse; l'herbier général, qui réunit des spécimens provenant du reste du monde.
Des herbiers historiques dont ceux de Jean-François-Aimé-Philippe Gaudin, Johann Christoph Schleicher et Charles Meylan.
Des herbiers peints dont celui de Rosalie de Constant et de Jacobus Landwehr.

### En géologie[7]

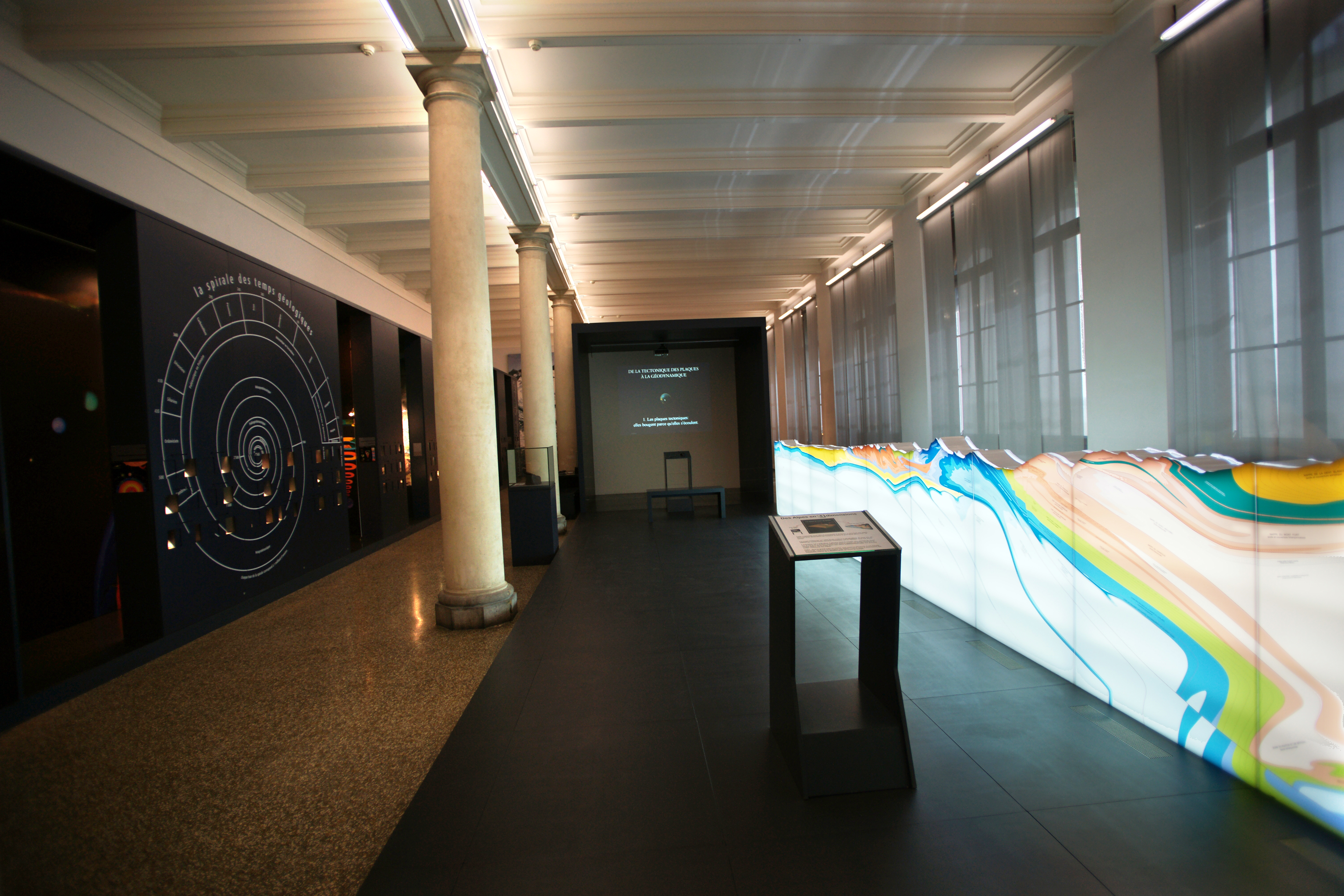
Département de géologie, Palais de Rumine

Le département de géologie abrite en 2023 environ un million d'échantillons de roches, fossiles ou minéraux.

### En zoologie[8]

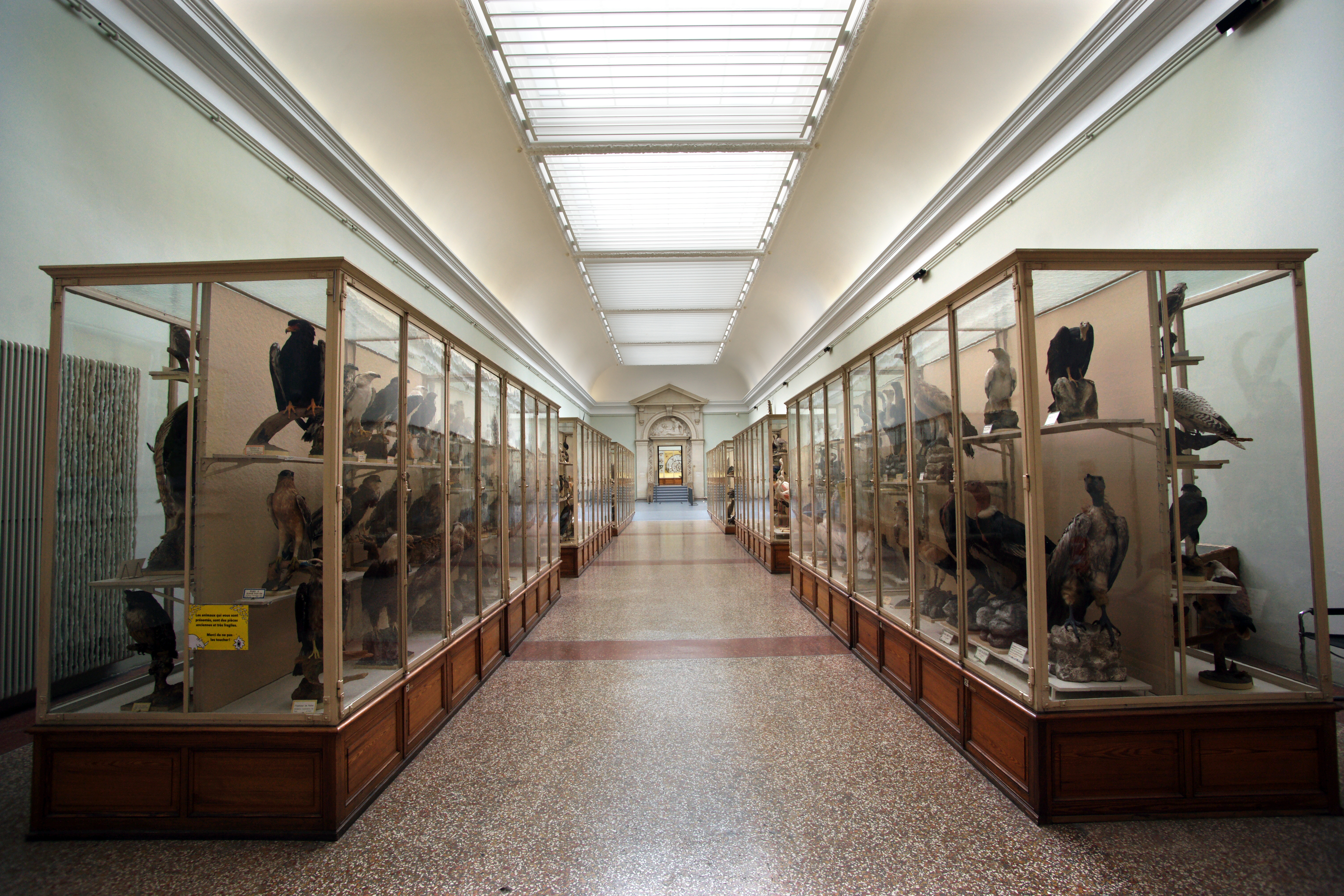
Département de zoologie, Palais de Rumine

Collection de papillons de Vladimir Nabokov : Le célèbre écrivain américano-russe était un naturaliste amateur passionné. Il a légué sa collection de papillons au Musée cantonal de zoologie. 
Fonds de cryptozoologie Bernard Heuvelmans : Bernard Heuvelmans, fondateur de la cryptozoologie, a fait don de toute sa documentation (livres, fiches techniques, artefacts divers, peintures et dessins) au Musée cantonal de zoologie.
Collections d'invertébrés comptant plus de deux millions de spécimens, en particulier des  EPT (Éphémères, Plecoptères, Trichoptères), domaine de recherche privilégié du département de zoologie, de même que les fourmis et la malaria aviaire.

## Expositions temporaires

### Au jardin botanique de Lausanne-Montriond
- 2023: Atlas, La flore vaudoise d’hier à aujourd’hui. Exposition consacrant la publication d'un ouvrage collectif sur la flore vaudoise[11].

### Au Palais de Rumine
- 2023-2024 : Sacré Mormont, Enquête chez les Celtes, en collaboration avec le Musée d'archéologie et d'histoire. Exposition sur le site celtique vaudois du Mormont[12].